# أمينة محمد
أمينة ج. محمد (بالإنجليزية: Amina J. Mohammed)‏  (من مواليد 27 يونيو 1961) دبلوماسية وسياسية نيجيرية - بريطانية تعمل كنائبة خامسة للأمين العام للأمم المتحدة. سابقا، كانت وزيرة البيئة النيجيرية من 2015 إلى 2016. وكان لها دورًا رئيسيًّا في عملية أجندة التنمية لما بعد عام 2015.

## النشأة والتعليم
ولدت أمينة محمد في ليفربول بالمملكة المتحدة عام 1961 لطبيب بيطري نيجيري وممرضة بريطانية. وهي الابنة الكبرى من خمس بنات.
التحقت أمينة بمدرسة ابتدائية في كادونا ومايدوجوري، ومدرسة بوكان في جزيرة مان. التحقت أيضًا بكلية هينلي للأعمال في عام 1989. بعد إنهاء دراستها طالبها والدها بالعودة إلى نيجيريا.

## الحياة العملية
بين عامي 1981 و 1991، عملت مع شركة Archcon Nigeria، وهي شركة تصميم معماري بالتعاون مع Norman و Dawbarn المملكة المتحدة.  في عام 1991، أسست جمعية المشاريع الإفريقية، ومن 1991 إلى 2001 كانت مديرة تنفيذية لها.
من عام 2002 حتى عام 2005، قامت أمينة بتنسيق فرقة العمل المعنية بنوع الجنس والتعليم لمشروع الألفية للأمم المتحدة . 
عملت فيما بعد كمساعد خاص أول لرئيس نيجيريا بشأن الأهداف الإنمائية للألفية. في عام 2005، تم تكليفها بتنسيق أموال نيجيريا لتخفيف عبء الديون من أجل تحقيق الأهداف الإنمائية للألفية. وشملت ولايتها تصميم صندوق افتراضي للفقر مع نهج مبتكرة للحد من الفقر، وتنسيق الميزانية ورصدها، وكذلك تقديم المشورة بشأن القضايا ذات الصلة المتعلقة بالفقر، وإصلاح القطاع العام، والتنمية المستدامة.
أصبحت فيما بعد مؤسسًا ومديرًا تنفيذيًا لمركز حلول سياسات التنمية وأستاذًا مساعدًا لبرنامج الماجستير في ممارسة التنمية بجامعة كولومبيا. خلال ذلك الوقت، عملت في العديد من المجالس والفرق الاستشارية الدولية، بما في ذلك الفريق الرفيع المستوى للأمين العام للأمم المتحدة المعني بجدول أعمال التنمية لما بعد عام 2015، وفريق الخبراء الاستشاري المستقل المعني بثورة البيانات من أجل التنمية المستدامة. كما ترأست المجلس الاستشاري لمنظمة الأمم المتحدة للتربية والعلم والثقافة (اليونسكو) تقرير الرصد العالمي للتعليم (GME).
اعتبارًا من عام 2012، كان لها دورًا رئيسيًا في عملية أجندة التنمية لما بعد عام 2015 ، حيث عملت كمستشار خاص للأمين العام للأمم المتحدة بان كي مون بشأن التخطيط الإنمائي لما بعد عام 2015.  وفي هذا المنصب، عملت كحلقة وصل بين الأمين العام ، وفريقه الرفيع المستوى من الشخصيات البارزة (HLP)، ومجموعة العمل المفتوحة التابعة للجمعية العامة (OWG)، من بين أصحاب المصلحة الآخرين. منذ عام 2014، عملت أيضًا في فريق الخبراء الاستشاري المستقل للأمين العام المعني بثورة البيانات من أجل التنمية المستدامة. 

### وزير البيئة (2015-2017)
شغلت منصب وزير للبيئة الاتحادية في حكومة الرئيس محمد بخاري من نوفمبر 2015 إلى فبراير 2017. خلال تلك الفترة، كانت ممثلة نيجيريا في اللجنة التوجيهية للإصلاح التابعة للاتحاد الأفريقي، برئاسة بول كاغامه. استقالت من المجلس التنفيذي الاتحادي النيجيري في 24 فبراير 2017.
في عام 2017، اتُهمت أمينة بالمشاركة في عملية احتيال صينية لاستيراد خشب الورد النيجيري المهددة بالانقراض بشكل غير قانوني خلال فترة ولايتها كوزيرة للبيئة في نيجيريا.   ونفت الحكومة النيجيرية هذه المزاعم.

### نائب الأمين العام للأمم المتحدة
في يناير 2017، أعلن الأمين العام للأمم المتحدة أنطونيو غوتيريس نيته تعيين أمينة نائب الأمين العام للأمم المتحدة.

## نشاطات أخرى
- الشراكة العالمية لبيانات التنمية المستدامة، عضو مجلس الإدارة (منذ 2017) [22]
- أكشن إيد، المشروع الدولي للحق في التعليم، عضو المجلس الاستشاري
- برنامج التنمية العالمية لمؤسسة بيل وميليندا جيتس، عضو المجلس الاستشاري
- مؤسسة هيوليت، عضو مجلس الإدارة
- مركز أبحاث التنمية الدولية، عضو مجلس المحافظين
- معهد المعلومات العلمية والفنية في الصين (ISTIC)، عضو المجلس الاستشاري

## جوائز وتكريمات
- وسام الجمهورية الاتحادية (2006)
- قاعة مشاهير المرأة النيجيرية (2007)
- جائزة Ford Family Notre Dame للتنمية الدولية والتضامن (2015) [23]
- جوائز دبلوماسي العام (2017) [24]
- حصلت السيدة محمد على لقب زعيم سرّونية للنيجر في 2018. تم تثبيتها من قبل رؤساء تلك الدولة (2018) [25]
- BBC 100 Women (2018) لعملها كنائبة الأمين العام للأمم المتحدة [26]
- جائزة الزعيم العالمي للمواطنين لعام 2019 [27]